# Laya Lewis
Pour les articles homonymes, voir Lewis.
Laya Lewis est une actrice britannique née le 14 mai 1992 à Londres. Vivant à Bristol, elle est connue pour son rôle de Olivia "Liv" Malone dans la « troisième génération » de la série à succès Skins.

## Biographie
Laya Lewis est originaire de Bristol. Elle apparaît dans le clip My Kind of Love d'Emeli Sandé.

## Filmographie
| Année | Genre           | Titre | Rôle                | Notes                          |
| ----- | --------------- | ----- | ------------------- | ------------------------------ |
| 2011  | Série télévisée | Skins | Olivia "Liv" Malone | Un des personnages principaux. |